# Trocy-en-Multien
Trocy-en-Multien ist eine französische Gemeinde in der Île-de-France. Sie gehört zum Département Seine-et-Marne, zum Arrondissement Meaux und zum Kanton La Ferté-sous-Jouarre. Sie grenzt im Norden an Vincy-Manœuvre, im Osten an Le Plessis-Placy, im Süden an Congis-sur-Thérouanne und im Westen an Étrépilly.

## Bevölkerungsentwicklung
| Jahr      | 1962 | 1968 | 1975 | 1982 | 1990 | 1999 | 2008 | 2018 |
| --------- | ---- | ---- | ---- | ---- | ---- | ---- | ---- | ---- |
| Einwohner | 170  | 179  | 171  | 193  | 205  | 225  | 266  | 236  |

## Sehenswürdigkeiten

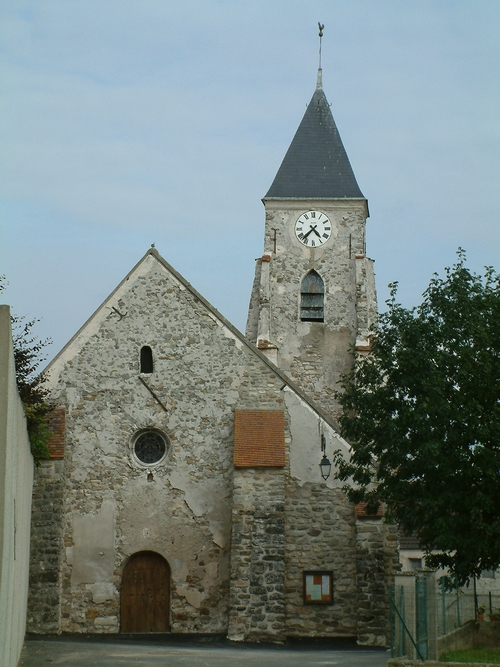
Kirche Saint-Médard

- Schloss
- Kirche Saint-Médard